# Chết đuối
Đuối nước được định nghĩa là quá trình bị ngạt khi ở trong chất lỏng. Nếu đuối nước dẫn đến tử vong thì gọi là chết đuối. Nó được phân loại theo kết quả sau: tử vong, các vấn đề sức khỏe đang diễn ra, và không có vấn đề về sức khỏe nào diễn ra. Chết đuối thường là nhanh chóng và im lặng, mặc dù trước đó nó sẽ tạo ra sự căng thẳng mà dễ thấy hơn trên người bị chìm.
Nói chung, trong giai đoạn đầu của quá trình chết đuối, rất ít nước đi vào phổi: một lượng nhỏ nước xâm nhập vào khí quản gây ra một cơn co thắt cơ bắp để chặn đường hô hấp và ngăn không cho cả không khí lẫn nước đi vào khí quản cho đến khi người đó bất tỉnh. Điều này có nghĩa là một người chết đuối không thể kêu la hoặc kêu gọi sự giúp đỡ, hoặc tìm kiếm sự chú ý, vì họ không thể có đủ không khí. Phản ứng chết đuối bản năng là tập hợp cuối cùng của phản xạ tự chủ trong 20–60 giây trước khi chìm dưới nước, và với mắt người chưa được đào tạo có thể trông giống như hành vi khá an toàn bình tĩnh. Nhân viên cứu hộ và những người khác được huấn luyện trong giải cứu học cách nhận ra người chết đuối bằng cách quan sát những chuyển động này. Nếu quá trình này không bị gián đoạn, việc mất ý thức do thiếu oxy được tiếp theo nhanh chóng bằng việc ngừng tim. Ở giai đoạn này, quá trình này vẫn có thể đảo ngược bằng cách cứu hộ nhanh chóng và hiệu quả kèm sơ cứu. Tỷ lệ sống phụ thuộc mạnh vào thời gian bị ngập.
Trong năm 2013, có khoảng 1,7 triệu trường hợp chết đuối. Đuối nước không chủ ý là nguyên nhân thứ ba gây thương tích không chủ ý dẫn đến tử vong trên toàn thế giới. Năm 2013, ước tính có 368.000 ca tử vong, giảm từ 545.000 ca tử vong vào năm 1990. Trong số những trường hợp tử vong này, 82.000 người đã xảy ra ở trẻ em dưới 5 tuổi. Nó chiếm 7% của tất cả các trường hợp tử vong liên quan đến thương tích (không bao gồm những người chết vì thiên tai), với 91% số ca tử vong này xảy ra ở các nước thu nhập thấp và trung bình. Đuối nước xảy ra thường xuyên hơn ở nam giới và người trẻ. Tỷ lệ chết đuối ở các cộng đồng trên toàn thế giới rất khác nhau tùy theo khả năng tiếp cận với nước, khí hậu và văn hóa bơi lội tại các quốc gia.

## Các thao tác sơ cứu khi bị đuối nước (chết đuối)[8]
1. Tri hô tìm người trợ giúp và gọi xe cấp cứu (115);
2. Nếu an toàn thì di chuyển người bị đuối nước lên khỏi mặt nước; nên sử dụng cách gián tiếp để chạm tới nạn nhân.
3. Kiểm tra phản ứng và hơi thở của người đó; Nếu họ bất tỉnh và còn thở, cho họ nằm nghiêng 1 bên (tư thế phục hồi);
4. Nếu họ bất tỉnh, không còn thở, làm Hồi sinh tim phổi (CPR) lập tức với chu trình ép tim 30 lần-2 hơi thổi ngạt/thổi   ô-xy liên tục không ngừng cho đến khi họ thở được;
5. Giữ ấm cho người bị nạn, nhanh chóng đưa họ vào bệnh viện

## Dịch tễ

### Việt Nam
So với năm 2010, số trẻ em tử vong do đuối nước hàng năm đã giảm nhưng vẫn còn hơn 2.000 trẻ qua đời mỗi năm vì chết đuối. Thống kê năm 2015-2016 cho thấy tỉ lệ trẻ em Việt Nam biết bơi chỉ khoảng 30%, con số hiện nay có tăng nhưng chưa đáng kể. (12.11.2019) 